# Trilofos, Kastoriá
Trilofos("sentado sobre tres crestas") o Trilofo(griego: Τρίλοφος Καστοριάς ) es un pueblo de montaña perteneciente a la prefectura de Kastoria en la región de Macedonia Occidental de Grecia, a una altitud de 1.148 metros.

## Geografía
Trilofos está situado en las laderas del monte Grammos, en las crestas de Christofor, Konopisce y Dandaleska, entre la frontera griega con Albania y el río Aliakmon (originalmente Alto Aliakmon). Se encuentra a 22 km al O-NO de Nestorio y a 45,5 km al O-SO de Kastoriá. Durante la ocupación turca se llamó Slimnitsa (griego: Σλήμνιτσα) y era el más grande de la zona, con 200 familias. Estaba dividido en dos barrios marginales, el "Alto" ("Ano Mahala") y el "Bajo" ("Kato Mahala"), y tenía muchas mansiones de piedra, de dos o tres pisos, construidas por artesanos Epirotas.

## Historia
Los habitantes del pueblo, la mayoría de ellos bilingües (hablantes de la lengua griega y de un dialecto eslavo, similar al búlgaro y al macedonio moderno), tomaron parte activa en la rebelión macedonia de 1878 dirigida por el capitán Vassos (Vasilios) Farmakis. Después del fracaso del levantamiento, Slimnitsa fue atacada repetidamente por los albaneses y como resultado la mayoría de los habitantes se trasladaron a Kastoriá.
Como el resto de pueblos de la zona (Glykoneri, Giannochori, Monopylo y Livadotopi), pertenece al grupo de "pueblos de Kastoriá en Grammos" (griego: Γραμμοχώρια της Καστοριάς), donde tuvieron lugar las batallas más duras y sangrientas de la guerra civil griega, que provocaron su destrucción total,tras lo cual algunos habitantes se trasladaron al sur de Grecia y otros emigraron a los antiguos estados del campo comunista de Europa Central y Oriental, la URSS, los E.U.A. y Australia.
Cada año, en la fiesta de la Asunción de la Madre de Dios, festividad de una de las iglesias, descendientes de los habitantes del pueblo y antiguos habitantes supervivientes visitan el pueblo, algunos de los cuales han construido allí casas de vacaciones. De estos descendientes y antiguos habitantes, algunos se consideran griegos macedonios y otros étnicos macedonios (ver " Disputa sobre el nombre de Macedonia ").

## Atracciones turísticas

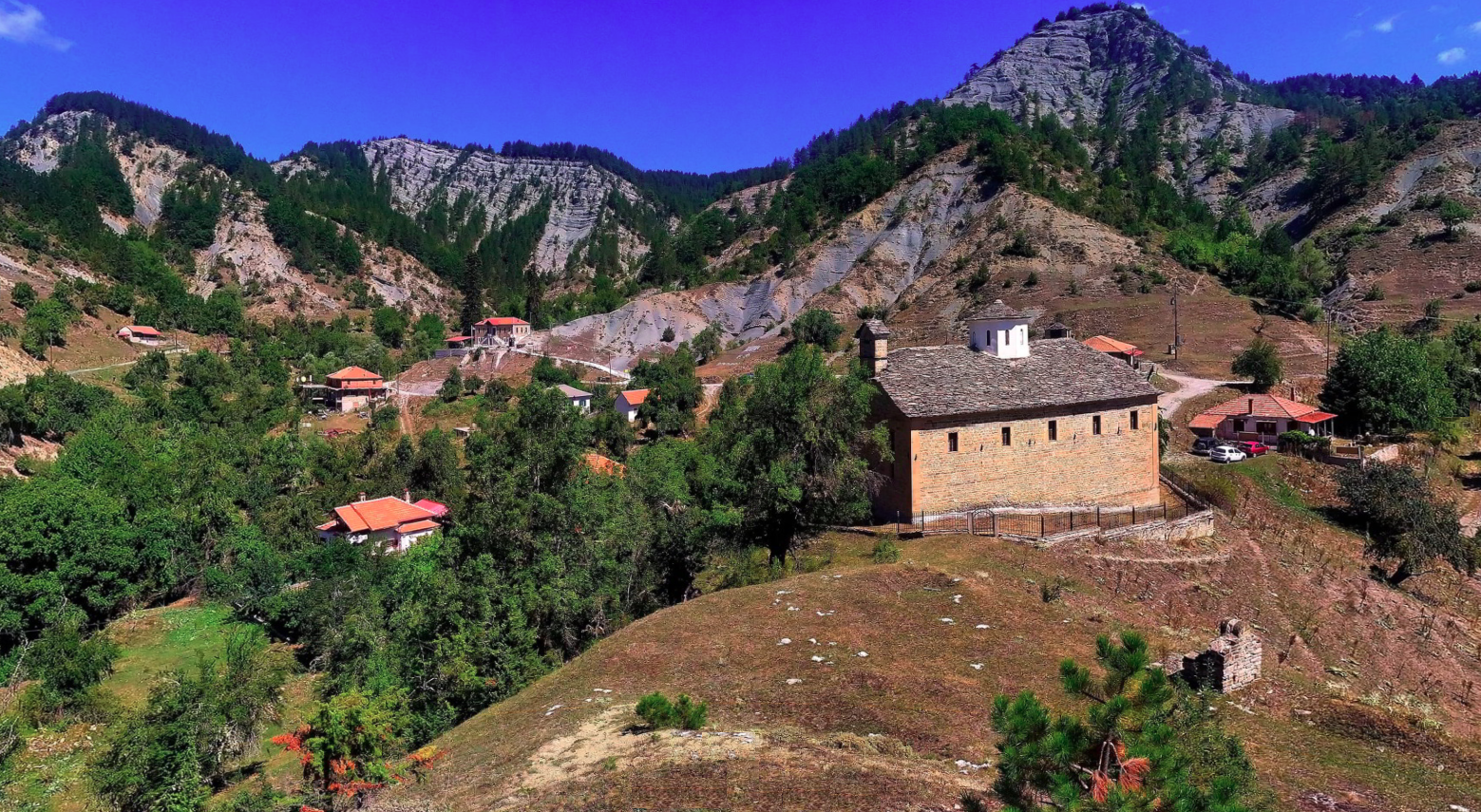
Trilofos (Slimnitsa), Kastoriá

Las atracciones incluyen las ruinas del monasterio de "San Jorge", la capilla de "San Cristóbal" en el "Barrio Bajo", la iglesia de "La Asunción de la Madre de Dios" (1743), que fue destruida por bombas de cañón del Ejército Nacional durante la guerra civil griega y la iglesia de "San Atanasio" (1874). También cabe destacar una fuente cubierta de piedra con decoración en relieve a la entrada del pueblo desde Fousiay la escuela primaria de piedra, construida en 1924 por artesanos arvanitas(griegos hablantes de un dialecto albanés).

## Nombre y administración
Se menciona como Slimnitsa en 1918, después de independizarse del Imperio Otomano, en el Boletín Oficial de Grecia 259A - 29/12/1918, para designar la sede de la comunidad del mismo nombre, que entonces pertenecía a la prefectura de Florina. En 1941, con el Boletín Oficial 257A - 31/07/1941, se incluyó en la prefectura de Kastoriá, y en 1950 con el Boletín Oficial 39A - 09/02/1950 pasó a llamarse "Trilofon".Según el Plan Calícrates, junto con Nestorio, Agia Anna (Santa Ana), Monopylo, Giannochori, Stena, Pefkos y Livadotopi forman la comunidad local Nestorio, que pertenece al municipio de Nestorio y, según el censo de 2011, tiene una población de 6 habitantes.

## Personalidades nacidas aquí
- Christos Metskas (n. en 1935), futbolista y entrenador de fútbol (también jugó en FC UTA Arad)